# Tampico Beverages

Logo de Tampico Beverages

Tampico (nombre completo: Tampico Beverages Inc.)  es una empresa estadounidense, especializada en hacer jugos cítricos o citrus punch, hoy en día ha expandido su portafolio de productos a té, jugos en polvo para preparar en casa e inclusive icepops. Su propósito como organizacional es entregar productos irresistibles a sus consumidores. El éxito hizo que se crearan nuevos sabores y tamaños. Además, tiene vitamina C, que es esencial para el desarrollo y mantenimiento del organismo para mantener una buena salud. Esta empresa tiene su sede principal en Chicago.

## Historia
Fue fundada a finales de los años 1980 y pronto estableció una red nacional en Estados Unidos de concesionarios de Tampico. Tampico es propiedad de Industrias Houchens, Inc. A principios de 1990, fundó su primer concesionario internacional en México y hoy llega a más de 50 países desde Colombia hasta India. Esta empresa planea expandir su negocio a Venezuela, Nicaragua y Nigeria.

## Distribución
Esta empresa no vende el producto en si, sino realiza acuerdos de licencia para que otras empresas lo puedan producir y vender. Su licenciatario para Ecuador es Sumesa S.A., para Perú es Gloria, para Bolivia es Pil Andina y para Colombia es Colanta, Surcolac, Parmalat y Alival.
Pepsi Beverages Company , una división de PepsiCo, Inc. y Tampico Beverages, Inc. anunciaron un acuerdo para la distribución de los productos de TAMPICO a través del sistema de entrega directa de PepsiCo en locales de EE. UU.

## Presentaciones
Las presentaciones son las siguientes: bolsa de 120 y 300 mL, 1 L, vaso de 260 mL, botella de 240 mL, sixpack 240 mL, garrafa de 1 y 2 L, pet o personal y pet deportiva × 500 mL.

## Sabores
- Citrus Punch (original)
- Tropical Punch
- Mango Punch
- Island Punch
- Kiwi Strawberry Punch
- Peach Punch
- Blue Raspberry
- Strawberry Banana